# Burnie International 2020 - Doppio femminile
Il singolare femminile del torneo di tennis professionistico Burnie International 2020, facente parte della categoria W60 nell'ambito dell'ITF Women's Circuit 2020, si è giocato dal 27 gennaio al 2 febbraio a Burnie, in Australia.
Ellen Perez e Arina Rodionova erano le detentrici del titolo, ma Radionova ha deciso di non partecipare al torneo.
In finale Ellen Perez in coppia con Storm Sanders, hanno battuto Desirae Krawczyk e Asia Muhammad con il punteggio di 6–3, 6–2.

## Teste di serie
1. Desirae Krawczyk /  Asia Muhammad (finale)
2. Ellen Perez /  Storm Sanders (campionesse)

1. Erin Routliffe /  Fanny Stollár (quarti di finale)
2. Alison Bai /  Jaimee Fourlis (primo turno)

## Wild card
1. Gabriella Da Silva-Fick /  Ivana Popovic (quarti di finale)

1. Laura Ashley /  Isabella Bozicevic (primo turno)

## Tabellone

### Legenda
| - Q = Qualificato - WC = Wild card - LL = Lucky loser | - ALT = Alternate - SE = Special Exempt - PR = Protected Ranking | - w/o = Walkover - r = Ritirato - d = Squalificato |

|  | Primo turno | Primo turno               | Primo turno             | Primo turno | Primo turno |  |  | Quarti di finale | Quarti di finale          | Quarti di finale          | Quarti di finale    | Quarti di finale    |   |   | Semifinali | Semifinali            | Semifinali            | Semifinali        | Semifinali        |   |   | Finale | Finale | Finale | Finale | Finale |  |
|  |             |                           |                         |             |             |  |  |                  |                           |                           |                     |                     |   |   |            |                       |                       |                   |                   |   |   |        |        |        |        |        |  |
|  | 1           | D Krawczyk A Muhammad     | 3                       | 6           | [11]        |  |  |                  |                           |                           |                     |                     |   |   |            |                       |                       |                   |                   |   |   |        |        |        |        |        |  |
|  |             | N Hanatani A Parnaby      | 6                       | 2           | [9]         |  |  | 1                | D Krawczyk A Muhammad     | 2                         | 6                   | [10]                |   |   |            |                       |                       |                   |                   |   |   |        |        |        |        |        |  |
|  |             | A Myers B Woolcock        | A Myers B Woolcock      | 7           | 6           |  |  |                  | A Myers B Woolcock        | 6                         | 3                   | [5]                 |   |   |            |                       |                       |                   |                   |   |   |        |        |        |        |        |  |
|  |             | J Elie S Vickery          | J Elie S Vickery        | 5           | 1           |  |  |                  |                           |                           |                     |                     |   |   | 1          | D Krawczyk A Muhammad | D Krawczyk A Muhammad | 6                 | 6                 |   |   |        |        |        |        |        |  |
|  | 4           | A Bai J Fourlis           | 67                      | 6           | [4]         |  |  |                  |                           |                           | M Ayukawa A Shimizu | M Ayukawa A Shimizu | 2 | 0 |            |                       |                       |                   |                   |   |   |        |        |        |        |        |  |
|  | WC          | G Da Silva-Fick I Popovic | 79                      | 2           | [10]        |  |  | WC               | G Da Silva-Fick I Popovic | G Da Silva-Fick I Popovic | 4                   | 4                   |   |   |            |                       |                       |                   |                   |   |   |        |        |        |        |        |  |
|  |             | M Ayukawa A Shimizu       | M Ayukawa A Shimizu     | 6           | 7           |  |  |                  | M Ayukawa A Shimizu       | M Ayukawa A Shimizu       | 6                   | 6                   |   |   |            |                       |                       |                   |                   |   |   |        |        |        |        |        |  |
|  |             | A Bozovic A Marshall      | A Bozovic A Marshall    | 2           | 5           |  |  |                  |                           |                           |                     |                     |   |   | 1          | D Krawczyk A Muhammad | D Krawczyk A Muhammad | 3                 | 2                 |   |   |        |        |        |        |        |  |
|  |             | D Aiava P Hourigan        | D Aiava P Hourigan      | 6           | 6           |  |  |                  |                           |                           |                     |                     |   |   |            |                       | 2                     | E Perez S Sanders | E Perez S Sanders | 6 | 6 |        |        |        |        |        |  |
|  |             | I Ramialison Z Zlochová   | I Ramialison Z Zlochová | 1           | 3           |  |  |                  | D Aiava P Hourigan        | 3                         | 6                   | [15]                |   |   |            |                       |                       |                   |                   |   |   |        |        |        |        |        |  |
|  |             | Y-h Lee F-h Wu            | Y-h Lee F-h Wu          | 3           | 3           |  |  | 3                | E Routliffe F Stollár     | 6                         | 3                   | [13]                |   |   |            |                       |                       |                   |                   |   |   |        |        |        |        |        |  |
|  | 3           | E Routliffe F Stollár     | E Routliffe F Stollár   | 6           | 6           |  |  |                  |                           |                           |                     |                     |   |   |            | D Aiava P Hourigan    | D Aiava P Hourigan    | 4                 | 4                 |   |   |        |        |        |        |        |  |
|  |             | H Arakawa C Muramatsu     | H Arakawa C Muramatsu   | 6           | 6           |  |  |                  |                           | 2                         | E Perez S Sanders   | E Perez S Sanders   | 6 | 6 |            |                       |                       |                   |                   |   |   |        |        |        |        |        |  |
|  | WC          | L Ashley I Bozicevic      | L Ashley I Bozicevic    | 2           | 2           |  |  |                  | H Arakawa C Muramatsu     | H Arakawa C Muramatsu     | 2                   | 2                   |   |   |            |                       |                       |                   |                   |   |   |        |        |        |        |        |  |
|  |             | K Okamura K Rakhimova     | K Okamura K Rakhimova   | 3           | 2           |  |  | 2                | E Perez S Sanders         | E Perez S Sanders         | 6                   | 6                   |   |   |            |                       |                       |                   |                   |   |   |        |        |        |        |        |  |
|  | 2           | E Perez S Sanders         | E Perez S Sanders       | 6           | 6           |  |  |                  |                           |                           |                     |                     |   |   |            |                       |                       |                   |                   |   |   |        |        |        |        |        |  |